# Mark Ruffalo
Mark Alan Ruffalo (Kenosha, 1967. november 22. –) Golden Globe- és kétszeres Primetime Emmy-díjas amerikai színész, producer és forgatókönyvíró.
Az 1990-es évek elején kezdett színészkedni, majd Kenneth Lonergan This Is Our Youth (1998) című színdarabjával, illetve Számíthatsz rám (2000) című filmdrámájával szerzett először elismeréseket. Később szerepelt romantikus filmekben – Hirtelen 30 (2004), Ha igaz volna (2005), valamint thrillerekben is – Nyílt seb (2003), Zodiákus (2007), Viharsziget (2010). 2006-ban a Awake and Sing! című Broadway-színművel mellékszereplőként Tony-díjra jelölték.
Nemzetközi hírnévre Bruce Banner, vagyis Hulk megformálásával tett szert a Marvel-moziuniverzum filmjeiben: Bosszúállók (2012), Vasember 3. (2013), Bosszúállók: Ultron kora (2015), Thor: Ragnarök (2017), Bosszúállók: Végtelen háború (2018), Marvel Kapitány (2019), Shang-Chi és a tíz gyűrű legendája (2021).
A gyerekek jól vannak (2010), a Foxcatcher (2014) és a Spotlight – Egy nyomozás részletei (2015) című filmekkel Oscar-jelöléseket kapott, mint legjobb férfi mellékszereplő. Az Igaz szívvel (2015) televíziós filmdráma főszereplőjeként Screen Actors Guild-díjat nyert. A 2020-as Ez minden, amit tudok című minisorozatban kettős szerepet alakított, mely Screen Actors Guild-, Primetime Emmy- és Golden Globe-díjakat hozott számára.

## Fiatalkora és családja
Mark Alan Ruffalo a wisconsin-i Kenoshában született. Édesanyja, Marie Rose (született Hébert) fodrász és stylist, édesapja, Frank Lawrence Ruffalo Jr. pedig építőipari festőként dolgozott. Két nővére van, Tania és Nicole, valamint egy bátyja, Scott (meghalt 2008-ban). Édesapja dél-olasz származású girifalcói, édesanyja pedig félig francia-kanadai, félig olasz felmenőktől származik.
Ruffalo mind katolikus, mind progresszív iskolákba járt. Ruffalo úgy jellemezte magát, hogy "boldog gyerek voltam" volt, bár gyermekként és kamaszként diszlexiát és ADHD-t diagnosztizáltak nála.
Ruffalo tinédzserkorát Virginia Beachen töltötte, ahol édesapja dolgozott. Wisconsinban és Virginiában birkózóként is versenyzett a középiskolás és gimnáziumi évei alatt. Családjával a kaliforniai San Diegóba, majd Los Angelesbe költözött, ahol a Stella Adler Konzervatóriumban tanult, és társalapítója volt az Orpheus Theatre Company-nak. A színházi társulattal számos darabot írt, rendezett és játszott. Közel egy évtizedig dolgozott kocsmárosként is.

## Pályafutása
2024. február 8-án csillagot kapott a Hollywood Walk of Fame-en.

## Magánélete
Ruffalo 2000-ben vette feleségül Sunrise Coigney-t. Három gyermekük van: Keen fiú (sz. 2001) és Bella Noche (sz. 2005), valamint Odette (sz. 2007).
2008. december 1-jén Ruffalo öccsét, Scottot, a Beverly Hills-i North Palm Drive-on lévő háza előtt találták meg, fején egy kivégzésszerű lőtt sebbel. Scottot kórházba szállították, de a következő héten meghalt. Az ügy máig megoldatlan maradt.
Ruffalo és családja Manhattanben él.

## Filmográfia

### Film

#### Producer
| Év   | Magyar cím               | Eredeti cím                | Megjegyzések            |
| ---- | ------------------------ | -------------------------- | ----------------------- |
| 2004 | Se barátság, se szerelem | We Don't Live Here Anymore | vezető producer         |
| 2010 | Gyógyító érintés         | Sympathy for Delicious     | filmrendező és producer |
| 2014 | Életünk apuval           | Infinitely Polar Bear      | vezető producer         |
| 2017 | Bármi                    | Anything                   | vezető producer         |
| 2019 | Sötét vizeken            | Dark Waters                | producer                |

#### Színész
| Év   | Magyar cím                         | Eredeti cím                               | Szerep                      | Magyar hang    | Rendező                   |
| ---- | ---------------------------------- | ----------------------------------------- | --------------------------- | -------------- | ------------------------- |
| 1992 |                                    | Rough Trade (rövidfilm)                   | Hank                        |                | Christopher Speidel       |
| 1994 |                                    | Mirror, Mirror II: Raven Dance            | Christian                   |                | Jimmy Lifton              |
| 1994 | Mindent bele, srácok!              | There Goes My Baby                        | J.D.                        |                | Floyd Mutrux              |
| 1995 |                                    | Mirror, Mirror III: The Voyeur            | Joey                        |                | Rachel Gordon             |
| 1995 | Virginia Perfili                   | Mirror, Mirror III: The Voyeur            | Joey                        |                |                           |
| 1996 |                                    | The Destiny of Marty Fine                 | Brett                       |                | Michael Hacker            |
| 1996 | Dr. Halál                          | The Dentist                               | Steve Landers               | Welker Gábor   | Brian Yuzna               |
| 1996 |                                    | Blood Money                               | ügyvéd                      |                | John Shepphird            |
| 1996 |                                    | The Last Big Thing                        | Brent Benedict              |                | Dan Zukovic               |
| 1998 | Széf fiúk                          | Safe Men                                  | Frank                       |                | John Hamburg              |
| 1998 | 54                                 | 54                                        | Ricko                       |                | Mark Christopher          |
| 1999 |                                    | How Does Anyone Get Old? (rövidfilm)      | Johnnie                     |                | Janet Mitchell            |
| 1999 | Hal a fürdőkádban                  | A Fish in the Bathtub                     | Joel                        |                | Joan Micklin Silver       |
| 1999 | A pokol lovasai                    | Ride with the Devil                       | Alf Bowden                  | Kapácsy Miklós | Ang Lee                   |
| 2000 | Számíthatsz rám                    | You Can Count On Me                       | Terry Prescott              |                | Kenneth Lonergan (1.)     |
| 2000 | Férjfogó                           | Committed                                 | T-Bo                        |                | Lisa Krueger              |
| 2001 | Az utolsó erőd                     | The Last Castle                           | Yates                       | Dózsa Zoltán   | Rod Lurie                 |
| 2001 |                                    | Life/Drawing                              | Alex                        |                | Dan Bootzin               |
| 2002 |                                    | XX/XY                                     | Coles                       |                | Austin Chick              |
| 2002 | A fegyverek szava                  | Windtalkers                               | Pappas                      | Betz István    | John Woo                  |
| 2003 | Az élet nélkülem                   | My Life Without Me                        | Lee                         | Kardos Róbert  | Isabel Coixet             |
| 2003 | Flört a fellegekben                | View from the Top                         | Ted                         | Lux Ádám       | Bruno Barreto             |
| 2003 | Nyílt seb                          | In the Cut                                | Giovanni A. Malloy nyomozó  | Kaszás Attila  | Jane Campion              |
| 2004 | Se barátság, se szerelem           | We Don't Live Here Anymore                | Jack Linden                 | Viczián Ottó   | John Curran               |
| 2004 | Se barátság, se szerelem           | We Don't Live Here Anymore                | Jack Linden                 | Crespo Rodrigo | John Curran               |
| 2004 | Egy makulátlan elme örök ragyogása | Eternal Sunshine of the Spotless Mind     | Stan                        | Welker Gábor   | Michel Gondry             |
| 2004 | Hirtelen 30                        | 13 Going On 30                            | Matt Flamhaff               | Nagy Ervin     | Gary Winick               |
| 2004 | Collateral – A halál záloga        | Collateral                                | Ray Fanning                 | Betz István    | Michael Mann              |
| 2005 | Ha igaz volna                      | Just like Heaven                          | David Abbott                | Crespo Rodrigo | Mark Waters               |
| 2005 | Azt beszélik                       | Rumor Has It...                           | Jeff Daly                   | Rajkai Zoltán  | Rob Reiner                |
| 2006 | A király összes embere             | All the King's Men                        | Adam Stanton                | Crespo Rodrigo | Steven Zaillian           |
| 2007 |                                    | Chicago 10                                | Jerry Rubin (hangja)        |                | Brett Morgen              |
| 2007 | Zodiákus                           | Zodiac                                    | Dave Toschi felügyelő       | Rajkai Zoltán  | David Fincher             |
| 2007 | Cserbenhagyás                      | Reservation Road                          | Dwight Arno                 | Kaszás Gergő   | Terry George              |
| 2008 | Vakság                             | Blindness                                 | az orvos                    | Rajkai Zoltán  | Fernando Meirelles        |
| 2008 | Vakság                             | Blindness                                 | az orvos                    | Czvetkó Sándor | Fernando Meirelles        |
| 2008 | Szélhámos fivérek                  | The Brothers Bloom                        | Stephen                     | Gáspár András  | Rian Johnson              |
| 2008 | Bűnös utcák                        | What Doesn't Kill You                     | Brian Reilly                |                | Brian Goodman             |
| 2009 | Ahol a vadak várnak                | Where the Wild Things Are                 | Adrian                      | Czvetkó Sándor | Spike Jonze               |
| 2010 | Gyógyító érintés                   | Sympathy for Delicious                    | Joe atya                    |                | Mark Ruffalo              |
| 2010 | A gyerekek jól vannak              | The Kids Are All Right                    | Paul                        | Czvetkó Sándor | Lisa Cholodenko           |
| 2010 | Viharsziget                        | Shutter Island                            | Chuck Aule / Dr. Sheehan    | Rajkai Zoltán  | Martin Scorsese           |
| 2010 | Párterápia                         | Date Night                                | Brad Sullivan               | Rajkai Zoltán  | Shawn Levy (1.)           |
| 2011 | Margaret                           | Margaret                                  | Gerald Maretti              | Nagy Zsolt     | Kenneth Lonergan (2.)     |
| 2012 | Bosszúállók                        | The Avengers                              | Bruce Banner / Hulk         | Rajkai Zoltán  | Joss Whedon (1.)          |
| 2013 | Vasember 3.                        | Iron Man 3                                | Bruce Banner / Hulk (cameo) | Rajkai Zoltán  | Shane Black               |
| 2013 | Vágyak szerelmesei                 | Thanks for Sharing                        | Adam                        | Rajkai Zoltán  | Stuart Blumberg           |
| 2013 | Szemfényvesztők                    | Now You See Me                            | Dylan Rhodes ügynök         | Rajkai Zoltán  | Louis Leterrier           |
| 2013 | Szerelemre hangszerelve            | Begin Again                               | Dan Mulligan                | Rajkai Zoltán  | John Carney               |
| 2014 | Életünk apuval                     | Infinitely Polar Bear                     | Cam Stuart                  | Rajkai Zoltán  | Maya Forbes               |
| 2014 | Foxcatcher                         | Foxcatcher                                | Dave Schultz                | Rajkai Zoltán  | Bennett Miller            |
| 2015 | Bosszúállók: Ultron kora           | Avengers: Age of Ultron                   | Bruce Banner / Hulk         | Rajkai Zoltán  | Joss Whedon (2.)          |
| 2015 | Spotlight – Egy nyomozás részletei | Spotlight                                 | Michael Rezendes            | Rajkai Zoltán  | Tom McCarthy              |
| 2016 | Szemfényvesztők 2.                 | Now You See Me 2                          | Dylan Rhodes ügynök         | Rajkai Zoltán  | Jon M. Chu                |
| 2016 |                                    | Team Thor (rövidfilm)                     | Bruce Banner                |                | Taika Waititi (1.)        |
| 2017 | Thor: Ragnarök                     | Thor: Ragnarok                            | Bruce Banner / Hulk         | Rajkai Zoltán  | Taika Waititi (2.)        |
| 2018 | Bosszúállók: Végtelen háború       | Avengers: Infinity War                    | Bruce Banner / Hulk         | Rajkai Zoltán  | Anthony és Joe Russo (1.) |
| 2019 | Marvel Kapitány                    | Captain Marvel                            | Bruce Banner / Hulk (cameo) | Rajkai Zoltán  | Anna Boden and Ryan Fleck |
| 2019 | Bosszúállók: Végjáték              | Avengers: Endgame                         | Bruce Banner / Hulk         | Rajkai Zoltán  | Anthony és Joe Russo (2.) |
| 2019 | Sötét vizeken                      | Dark Waters                               | Robert Bilott               | Rajkai Zoltán  | Todd Haynes               |
| 2021 | Shang-Chi és a tíz gyűrű legendája | Shang-Chi and the Legend of the Ten Rings | Bruce Banner / Hulk (cameo) | Rajkai Zoltán  | Destin Daniel Cretton     |
| 2022 | Az Adam-projekt                    | The Adam Project                          | Louis Reed                  | Rajkai Zoltán  | Shawn Levy (2.)           |
| 2023 | Szegény párák                      | Poor Things                               | Duncan Wedderburn           | Rajkai Zoltán  | Jórgosz Lánthimosz        |
| 2025 | Mickey 17                          | Mickey 17                                 | Kenneth Marshall            | Rajkai Zoltán  | Pong Dzsunho              |
| 2025 | Szemfényvesztők 3.                 | Now You See Me 3                          | Dylan Rhodes ügynök         |                | Ruben Fleischer           |

### Televízió

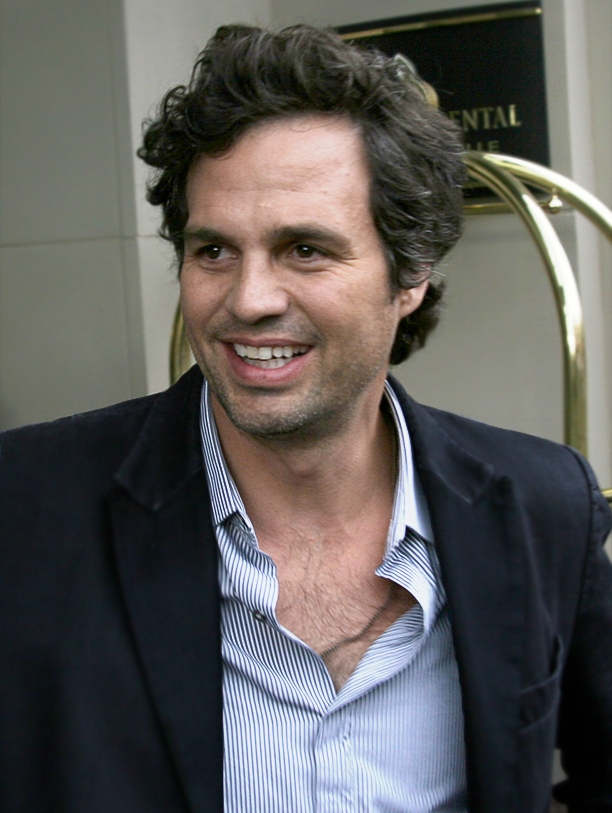
Ruffalo a 2007-es Torontói Nemzetközi Filmfesztiválon

| Év        | Magyar cím                  | Eredeti cím                 | Szerep                            | Megjegyzések                                                  |
| --------- | --------------------------- | --------------------------- | --------------------------------- | ------------------------------------------------------------- |
| 1989      |                             | CBS Summer Playhouse        | Michael Dunne                     | 1 epizód                                                      |
| 1994      | Fraser és a farkas          | Due South                   | Vinnie Webber                     | 1 epizód                                                      |
| 1997      | Kényelmetlen karácsony      | On the 2nd Day of Christmas | Bert                              | - tévéfilm - magyar hangja: - Stohl András                    |
| 1998      | Houdini – A halál cimborája | Houdini                     | Theo                              | - tévéfilm - magyar hangja: - Németh Kristóf                  |
| 2000      |                             | The Beat                    | Zane Marinelli                    | 8 epizód                                                      |
| 2011      | Szezám utca                 | Sesame Street               | önmaga                            | 1 epizód                                                      |
| 2014      | Igaz szívvel                | The Normal Heart            | Alexander "Ned" Weeks             | - tévéfilm - magyar hangja: - Rajkai Zoltán - vezető producer |
| 2020      | Ez minden, amit tudok       | I Know This Much Is True    | Dominick Birdsey / Thomas Birdsey | - minisorozat - főszereplő (6 epizód) - vezető producer       |
| 2021–2024 | Mi lenne, ha…?              | What If...?                 | Bruce Banner / Hulk (hangja)      | - 4 epizód - magyar hangja: - Rajkai Zoltán                   |
| 2022      | Amazon: Ügyvéd              | She-Hulk: Attorney at Law   | Bruce Banner / Okos Hulk          | - főszereplő - magyar hangja: - Rajkai Zoltán                 |
| 2023      | A láthatatlan fény          | All the Light We Cannot See | Daniel LeBlanc                    | - főszereplő - magyar hangja: - Rajkai Zoltán                 |

## Fontosabb díjak és jelölések
| Díj       | Kategória                    | Év   | Jelölt mű                          | Eredmény |
| --------- | ---------------------------- | ---- | ---------------------------------- | -------- |
| Oscar-díj | Legjobb férfi mellékszereplő | 2011 | A gyerekek jól vannak              | Jelölve  |
| Oscar-díj | Legjobb férfi mellékszereplő | 2015 | Foxcatcher                         | Jelölve  |
| Oscar-díj | Legjobb férfi mellékszereplő | 2016 | Spotlight – Egy nyomozás részletei | Jelölve  |
| Oscar-díj | Legjobb férfi mellékszereplő | 2024 | Szegény párák                      | Jelölve  |
| BAFTA-díj | Legjobb férfi mellékszereplő | 2011 | A gyerekek jól vannak              | Jelölve  |
| BAFTA-díj | Legjobb férfi mellékszereplő | 2015 | Foxcatcher                         | Jelölve  |
| BAFTA-díj | Legjobb férfi mellékszereplő | 2016 | Spotlight – Egy nyomozás részletei | Jelölve  |

## Fordítás
- Ez a szócikk részben vagy egészben  a   Mark Ruffalo című angol Wikipédia-szócikk fordításán alapul.  Az eredeti cikk szerkesztőit annak laptörténete sorolja fel. Ez a jelzés csupán a megfogalmazás eredetét és a szerzői jogokat jelzi, nem szolgál a cikkben szereplő információk forrásmegjelöléseként.
- Ez a szócikk részben vagy egészben  a   Mark Ruffalo on screen and stage című angol Wikipédia-szócikk fordításán alapul.  Az eredeti cikk szerkesztőit annak laptörténete sorolja fel. Ez a jelzés csupán a megfogalmazás eredetét és a szerzői jogokat jelzi, nem szolgál a cikkben szereplő információk forrásmegjelöléseként.